# Једноставна технологија
Једноставна технологија (Low technology), често се и скраћено назива low tech, најчешће је традиционална или немеханичка, обухвата занате и алате из периода пре Индустријске револуције. Представља супротност високој технологији. Термин се користи и за индустрију која не представља високо-технолошку индустрију.
Као све дефиниције, тако и ова треба да се схвати условно. Постоје и технички проналасци и технологије из ранијих времена за које постоји обновљени интерес, као када је у питању римски бетон чијим усавршавањем би се створио материјал са својствима те старе технологије али уз побољшања која су могућа уз савремену технологију.
Грађевински материјали које сврставају и категорију зелених (Green ), врло често су коришћени у традиционалној архитектури, а обновљени интерес за њих проистиче често из захтева за енергетском ефикасношћу. Такав материјал је мешавина глине, песка, сламе, воде и земље ( енгл. Cob или cobb ), који је сличан непеченој опеци. Материјал је отпоран на ватру, воду, сеизмичке активности и није скуп. Користио се још у преисторијским временима и може се наћи у различитим климатским појасевима на свим меридијанима.
Градња на бази сламе (Straw-bale construction )је метода која користи бале сламе (најчешће слама од жита, пиринча, ражи и јечма) као структурнe елементe, изолација, или за обе ствари. Предност у поређењу са конвенционалним грађевинским системима лежи у обновљивој природи сламе, њеној цени, лакој доступности и високој вредности као изолатора.
Сектор индустрије  једноставне технологије се сматра подстицајним за економски раст и стварање великог броја радних места не само у земљама попут Литваније, него и у напредним европским економијама, као што је Немачка 
Значај индустрије једноставне технологије запажен је и у комисији ЕУ.

## Примена једноставне технологије и екологија
Одрживи развој и екологија све више фаворизују старе технике градње и материјале из пре-индустријског доба. Тако се непечена опека, блато, слама и комбинација глине, песка, сламе, воде и земље предлажу као одрживи и обновљиви материјали. Износи се мишљење да би то могли бити материјали будућности 
Поновно откриће ових традиционалних земљаних материјала може и у неразвијаним и развијеним земљама, смањити негативан утицај високог коришћења енергије какав захтева савремена грађевинска пракса. И у нашој земљи постоји оживљени интерес за овај вид архитектуре, који чак представља тему пројеката ЕУ„Leonardo PIRATE”  )."Leonardo PIRATE" је едукативни европски пројект које је главна сврха да обучи заинтересоване о грађењу земљом и он окупља 18 фирми из 7 европских земаља. На листи земаља се нашла и Србија  У осавремењавању овога типа градње одмакло се веома далеко, о чему сведочи пример немачких компанија које су напредовале у стандардизацији грађевинских материјала од земље. Један од античких облика градње присутан и развијеним европским земљама је и градња набијеном земљом ( набој ), која се користила у градњи познатог кинеског зида. Највећа зграда од овога материјала у Европи, налази се у Швајцарској 
Градња на бази сламе ( Straw-bale construction ) је такође метода са дугом историјом и новијом применом као еколошког материјала.Поједини елементи оваквих грађевина могу бити од других еколошких материјала.Пројекти еко-села грађених од овога материјала, са детаљним анализама утицаја на околину и уштеда енергије, спроводе се у развијеним земљама Европе. Највиша грађевина овога типа се налази у Француској и има осам спратова 
Коришћење енергије ветра у производњи енергије  из обновљивог  извора, има дугу традицију у пре-индустријском периоду.Спој старог и новог би био ветрогенератор направљен од дрвета.
Вертикалне баште би биле још једна нова примена старије технологије и старијег решења гајења биљака у урбаном окружењу.
Значај овог и других традиционалног знања је препознао и УНЕСКО, па тако постоји и банка светског традиционалног знања( Traditional Knowledge World Bank ). Наглашава се повезаност ових традиционалних знања са екологијом и циљевима одрживог развоја. Постоји и посебно тело које се бави земљаном архитектуром 

## Једноставна технологија у традиционалној градњи на нашим просторима
Градња земљаних кућа и пећи представља традицију у Војводини. Већина људи је самоуко и самостално градила себи од земљаних материјала 
У ову категорију би се могла додати градња динарске брвнаре, присутне у обновљеним етно-селима 